# Bruslení

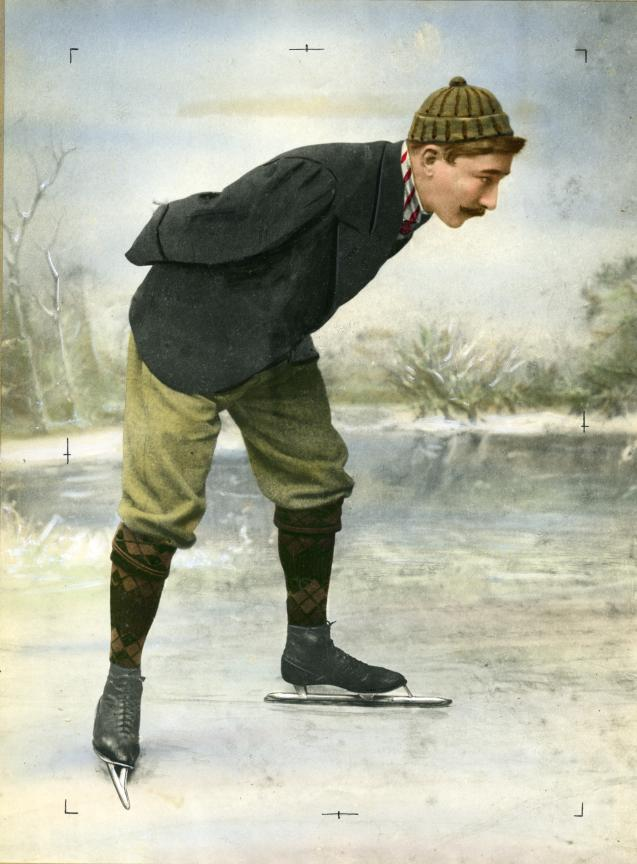
Dobová fotografie bruslaře

Bruslení je činnost, během které dochází k pohybu po hladkém povrchu pomocí speciálních pomůcek zvaných brusle. Mezi nejznámější způsoby bruslení patří bruslení na ledu, či inline bruslení na speciálním pevném povrchu jako je asfalt, či umělý povrch. 
Základním principem bruslení je přenášení váhy těla z jedné nohy na druhou, čímž se uvádí tělo do pohybu. 

## Bruslení na ledu
Bruslení na ledu se provádí pomocí bruslí, které jsou ve spodní části vybaveny speciální úzkou čepelí. Bruslení je součástí rekreačních sportů, ale i profesionálních jako je lední hokej, krasobruslení či rychlobruslení. 
Známé osobnosti jako například Jaromír Jágr (hokejista), Martina Sáblíková (rychlobruslařka).

## Bruslení na kolečkových bruslích
První modely kolečkových bruslí měly čtyři kolečka umístěná v rozích podobně jako např. kola u automobilu. Později se vyvinuly brusle na tzv. inline bruslení (z anglického in line – v řadě) s řadou čtyř až sedmi koleček umístěných za sebou, které svojí popularitou postupně původní stabilní brusle téměř vytlačily.

## Bruslení na lyžích
Běžkařská technika, která je rychlejší ale více náročná než klasický styl.